# 拜伦·穆伦斯
拜伦·詹姆斯·穆伦斯（1989年2月14日—），過去簡稱為BJ，美国男子篮球运动员，在2009年NBA选秀第1轮第24顺位被达拉斯独行侠选中。

## 早年
穆倫斯出生於美國俄亥俄州哥伦布，成長於哥倫布西區的貧窮一帶，住過大約13處住所，讀過大約8間學校，穆倫斯在八歲時接觸了籃球，七年級夏天正式接觸籃球，那時穆倫斯被AAU球隊教練馬克·布拉德利（Marc Bradley）發掘，進入卡納爾溫切斯特哈維斯特預科學校就讀，與穆倫斯同教會的成員史考特·羅斯（Scott Rose）看過穆倫斯的比賽以後對穆倫斯感到興趣，將穆倫斯介紹給俄亥俄州立大学教練吉姆·奧布萊恩，雖然奧布萊恩之後因違反NCAA規定被校方解雇，2004年7月俄亥俄州立大学新任教練薩德·馬塔在喬治亞州某個籃球訓練營向穆倫斯提供獎學金，穆倫斯在十一年級轉學到卡納爾溫切斯特高中。

## 職業生涯
2014年7月2日，穆倫斯加入全国男子篮球联赛陕西信达頂替基思·本森。穆倫斯代表陕西信达出賽四場，場均貢獻30.8分、14.5籃板、1.2助攻、1.2阻攻、1抄截。10月1日，中国男子篮球职业联赛山西猛龙宣布穆倫斯加盟球隊。10月13日，山西猛龙宣布已與穆倫斯解除合約，穆倫斯僅參賽10月9日的季前賽。
2022年3月30日，穆倫斯加盟P. LEAGUE+新北國王，中文登錄名為「牧倫斯」。
2022年8月22日，新北國王宣布與穆倫斯完成續約，穆倫斯上賽季留下場均17.3分、16籃板、2.7助攻、3阻攻的表現。穆倫斯回到臺灣後執行75天瘦身計畫，此計畫為在新賽季開打前從315磅瘦身至270磅。11月穆倫斯總計出賽5場，場均表現為20.6分、13籃板、3助攻、1.4阻攻，球隊戰績4勝1敗，穆倫斯於12月8日獲選2022–23年賽季11月最有價值球員殊榮。12月31日，穆倫斯在主場迎戰高雄17直播鋼鐵人的比賽第一節8次出手全命中、包含5記三分球，攻下21分追平P. LEAGUE+單節最高得分紀錄。
2023年2月19日，穆倫斯作客新竹街口攻城獅的比賽全場攻下44分，改寫個人PLG單場得分紀錄以及新北國王隊史單場得分紀錄。
2024年3月30日，穆倫斯在主場對戰臺北富邦勇士的比賽第二節時，在板凳席跟隊友楊敬敏和李愷諺起口角，之後將球衣丟向觀眾席，並駕車離開球場，賽後新北國王總經理毛加恩宣布雙方解除合作關係。5月8日，加拿大精英籃球聯賽溫尼伯海熊宣布簽下穆倫斯。6月28日，溫尼伯海熊宣布釋出穆倫斯。
2024年8月30日，穆倫斯加盟台灣職業籃球大聯盟臺北台新戰神。11月5日，臺北台新戰神宣布與穆倫斯終止合約。2024年11月，蒙古籃球聯賽BCH Knights引進穆倫斯。

## 國家隊生涯
2012年3月2日，穆倫斯因為母親來自英國米德爾塞克斯的關係取得了英國護照，有資格代表英國参加倫敦奧運男籃賽。6月21日，穆倫斯因為腳趾傷勢退出國家隊。

## 生涯數據

### NBA

#### 例行賽
| 賽季     | 球隊           | GP  | GS | MPG  | FG%  | 3P%  | FT%  | RPG | APG | SPG | BPG | PPG  |
| -------- | -------------- | --- | -- | ---- | ---- | ---- | ---- | --- | --- | --- | --- | ---- |
| 2009–10  | 奧克拉荷馬雷霆 | 13  | 0  | 4.2  | .368 | .000 | .000 | .8  | .1  | .2  | .0  | 1.1  |
| 2010–11  | 奧克拉荷馬雷霆 | 13  | 0  | 6.5  | .321 | .000 | .500 | 1.8 | .0  | .2  | .2  | 1.9  |
| 2011–12  | 夏洛特山貓     | 65  | 25 | 22.5 | .425 | .235 | .821 | 5.0 | .9  | .3  | .8  | 9.3  |
| 2012–13  | 夏洛特山貓     | 53  | 41 | 26.9 | .385 | .317 | .646 | 6.4 | 1.5 | .6  | .6  | 10.6 |
| 2013–14  | 洛杉磯快艇     | 27  | 0  | 6.2  | .406 | .333 | .333 | 1.2 | .2  | .2  | .1  | 2.5  |
| 2013–14  | 費城76人       | 18  | 0  | 13.7 | .465 | .400 | .571 | 3.3 | .4  | .5  | .4  | 6.8  |
| 生涯總計 | 生涯總計       | 189 | 66 | 18.2 | .408 | .319 | .706 | 4.2 | .8  | .4  | .5  | 7.4  |

#### 季後賽
| 賽季 | 球隊           | GP | GS | MPG | FG%  | 3P%  | FT%  | RPG | APG | SPG | BPG | PPG |
| ---- | -------------- | -- | -- | --- | ---- | ---- | ---- | --- | --- | --- | --- | --- |
| 2010 | 奧克拉荷馬雷霆 | 1  | 0  | 4.0 | .000 | .000 | .500 | .0  | .0  | .0  | .0  | 1.0 |

### P. LEAGUE+

#### 例行賽
| 賽季    | 球隊     | GP | MPG   | 2P%  | 3P%  | FT%  | RPG  | APG | SPG | BPG | PPG  |
| ------- | -------- | -- | ----- | ---- | ---- | ---- | ---- | --- | --- | --- | ---- |
| 2021–22 | 新北國王 | 3  | 32:44 | 51.5 | 20.8 | 37.5 | 16   | 2.7 | 0.7 | 3.0 | 17.3 |
| 2022–23 | 新北國王 | 29 | 33:27 | 58.8 | 36.3 | 64.9 | 15.8 | 2.7 | 0.8 | 1.6 | 21.9 |

#### 季後賽
| 賽季    | 球隊     | GP | MPG   | 2P%   | 3P%   | FT%   | RPG  | APG | SPG  | BPG | PPG   |
| ------- | -------- | -- | ----- | ----- | ----- | ----- | ---- | --- | ---- | --- | ----- |
| 2021–22 | 新北國王 | 4  | 30:02 | 42.22 | 34.78 | 61.11 | 11.5 | 3   | 0.75 | 2.5 | 18.25 |

## 外部連結
- 拜伦·穆伦斯的Instagram帳戶
- 拜伦·穆伦斯的X（前Twitter）
- 拜倫·穆倫斯在fiba.basketball（英语）
- 拜倫·穆倫斯在NBA官網（英语）
- 拜倫·穆倫斯在NBA G聯盟官網（英语）
- 拜倫·穆倫斯在西班牙篮球甲级联赛官網（球員）（西班牙语）
- 拜倫·穆倫斯在TBLStat.net（英语）
- 拜倫·穆倫斯在B.LEAGUE官網（日语）
- 拜倫·穆倫斯在韓國籃球聯賽官網（英语）
- 拜倫·穆倫斯在P. LEAGUE+官網
- 拜倫·穆倫斯在台灣職業籃球大聯盟官網
- 拜倫·穆倫斯在Basketball-Reference.com（NBA）（英语）
- 拜倫·穆倫斯在Basketball-Reference.com（NBA G聯盟）（英语）
- 拜倫·穆倫斯在Basketball-Reference.com（國際）（英语）
- 拜倫·穆倫斯在Sports-Reference.com（NCAA）（英语）
- 拜倫·穆倫斯在ESPN（NBA）（英语）
- 拜倫·穆倫斯在Eurobasket.com（球員）（英语）
- 拜倫·穆倫斯在Proballers（英语）
- 拜倫·穆倫斯在RealGM（球員）（英语）
- 拜倫·穆倫斯在中国篮球数据库
- 拜倫·穆倫斯在Flashscore（英语）
- . Winnipeg Sea Bears Basketball - Canadian Elite Basketball League.